# Seru Epenisa Cakobau
Ratú Seru Epenisa Cakobau (1815-1883) fue jefe tribal y señor de la guerra fiyiano, fundador y prácticamente el único soberano del Reino de Fiyi. Reinó desde el 5 de junio de 1871 hasta el 10 de octubre de 1874, cuando incorpora Fiyi al Imperio británico.

## Biografía
Cakobau sucedió a su padre, Ratú Tanoa Visawaqa, como el Vunivalu (Señor de la guerra) de la Isla Bau el 8 de diciembre de 1852. Reclamando que Bau tenía que pagar un tributo según la demanda de Fiyi, afirmó que él era el Rey de Fiyi. Sin embargo, la demanda de Cakobau no fue aceptada por otros jefes, que lo consideraban el primero entre iguales. Cakobau declaró una guerra constante durante 19 años, con el objetivo de unificar las islas bajo su autoridad. El 8 de mayo de 1865, la Confederación de Reinos Independientes de Viti se estableció (comprendiendo Bau, Bua, Cakaudrove, Lakeba, Macuata, Naduri), y Cakobau fue nombrado Presidente de la Asamblea General. Sin embargo, dos años después, la confederación se dividió en dos: el Reino de Bau y la Confederación de Lau (comprendiendo Bua, Cakaudrove, Lau), con Cakobau asumiendo el trono del anterior. Apoyado por colonias extranjeras, finalmente pudo crear un reino unificado en Fiyi en 1871, estableciendo a Levuka como su capital. Decidió constituir una Monarquía Constitucional y la primera asamblea legislatva se reunió en noviembre de dicho año. Ambos, la legislatura y el gabinete, fueron dominados por los extranjeros.
El gobierno de los Estados Unidos de América había reconocido el reclamo de Cakobau al trono sobre una nación Fiyi unida mucho antes de que lo aceptaran los demás jefes. A largo plazo, sin embargo, esto no jugó a su favor. El gobierno estadounidense lo declaró responsable de un ataque incendiario contra la Nukulau, hogar de John Brown William, cónsul estadounidense, en 1849 (antes de que Cakobau fuese siquiera Vunivalu), y le exigió 44.000$ en compensación. Incapaz de pagar la deuda provocada por los jefes Rewan y temiendo una invasión y anexión estadounidense, Cakobau decidió ceder las islas al Reino Unido. Estuvo también motivado parcialmente por la esperanza de que el gobierno británico traería la civilización y el cristianismo a Fiyi. Cakobau, anteriormente caníbal, se había convertido al cristianismo a través del misionero James Calvert y renunciado al canibalismo en 1854. Mantuvo su posición de jefe supremo como Vunivalu de Bau y vivió apaciblemente hasta su muerte en 1883. Tras su conversión al cristianismo tomó el nombre de Epenisa (Ebenezer).
Contrajo matrimonio con dos hermanas, Adi Litia (Lydia) Samanunu y Adi Salote (Carlota) Qalirea Kaunilotuna (hijas del Roko Tui Bau -Jefe Sagrado de Bau-).

## Familia política
El nombre de Cakobau es honrado hoy en día en las Islas Fiyi, dado que muchas de las figuras de los dirigentes del país son descendientes suyos. Su bisnieto, Ratú Sir George Cakobau, ostentó el cargo de Gobernador-General desde 1973 hasta 1983. Otro descendiente por la línea materna de Adi Litia Cakobau, Ratu Epeli Nailatikau, es actualmente la Portavoz de la Casa de Representantes. Ratu Sir Kamisese Mara, padre fundador de la Fiyi moderna, es también descendiente de Cakobau, aunque no por la línea paterna. Todas las élites políticas, académicas y militares de Fiyi cuentan entre sus miembros con descendientes suyos.